# ARDINI
ARDINI (Artenerfassung digital in Niedersachsen) ist ein System zur digitalen Erfassung von Arten (Flora und Fauna) im Naturschutz. Als Pilotprojekt wurden verschiedene Technologien bis 2012 getestet. ARDINI wurde von der Universität Oldenburg mit Unterstützung des Landes Niedersachsen entwickelt.
Ziel des Projektes ist die „Entwicklung und Erprobung eines Systems von dezentralen mobilen Erfassungsgeräten und zentralen GIS-Anwendungen zur Steigerung der Qualität, Effizienz und Attraktivität der ehrenamtlichen Artenerfassung im Gelände“.

## Hintergrund
In Niedersachsen werden, wie in allen anderen Bundesländern, die Vorkommen seltener Tier- und Pflanzenarten von staatlichen  Naturschutzbehörden dokumentiert und bewertet. Speziell im nordwestdeutschen Flächenland sind die Behörden auf die Zuarbeit von ehrenamtlich tätigen, vorwiegend in Umweltverbänden organisierten Experten angewiesen. Seit 1990 geht deren Zahl zurück, da die Menschen mit biologischem Fachwissen aussterben und taxonomisch kundige Ehrenämtler nicht nachkommen. Junge Beobachter zu gewinnen scheiterte nach Meinung der Projektbeteiligten oft daran, dass für die Aufbereitung der Beobachtungen und deren Lieferung an die Fachbehörde bisher kaum die aktuellen Methoden der Standort- und Artenbestimmung eingesetzt wurden, wie sie in kommerziellen Umweltbüros gängig sind.

## Ziele
ARDINI verfolgt das Ziel, eine Kontinuität der Artenbeobachtung durch folgende Elemente sicherzustellen:
- eine Finanzierbarkeit durch Nutzung handelsüblicher Geräte und Techniken (Smartphones, GPS etc.) und den Einsatz von Open Source Software und frei verfügbarem Kartenmaterial.
- Gewährleistung standortrichtiger Informationen durch Nutzung von GPS-Koordinaten (statt wie bisher teilweise Papierkarten).
- Solidere Daten durch Bestimmungsmenüs, Angebote von Bild- und Tonmaterial und differentialdiagnostische Kontrolle von Verwechslungsmöglichkeiten.
- Nutzung der Mobilfunknetze für die Datenübertragung (UMTS).

## Ergebnisse
Die Jade Hochschule entwickelte eine Software für Android- und iOS-Smartphones mit Erfassungshilfen. Diese orientieren sich an gängigen Formularen, die vom NABU oder dem NLWKN verwendet werden. Die Übertragung der Daten erfolgt per UMTS/GPRS oder im Büro des Erfassers per WLAN. Anschließend können die Daten dann auf eine vom IBU (Universität Oldenburg) und der Firma IP SYSCON GmbH entwickelte Webanwendung übertragen werden, dabei wurde auf das von IP SYSCON entwickelte Programm „eMapper“ mit anpassbarer WebGIS-Software zurückgegriffen. Dieses System wird auch vom NABU in der Region Hannover verwendet.
Die Universität Oldenburg übernimmt die Webinfrastruktur (Entwicklung der Datenbanken, Betrieb des Servers, Bereitstellung von Schnittstellen zwischen Webanwendung und der sich auf den Erfassungsgeräten befindlichen Software).